# Montbouton
Montbouton is een gemeente in het Franse departement Territoire de Belfort (regio Bourgogne-Franche-Comté) en telt 414 inwoners (2005). In het Elzassisch of het Duits heette de plaats vroeger Munpetun.
De gemeente maakt deel uit van het arrondissement Belfort en sinds 22 maart 2015 van het kanton Delle. Daarvoor maakte het deel uit van het kanton Beaucourt, dat op die dag opgeheven werd.

## Geografie
De oppervlakte van Montbouton bedraagt 2,8 km², de bevolkingsdichtheid is 147,9 inwoners per km².
De onderstaande kaart toont de ligging van Montbouton met de belangrijkste infrastructuur en aangrenzende gemeenten.

## Demografie
Onderstaande figuur toont het verloop van het inwonertal (bron: INSEE-tellingen).